# Windwalker – indiankrigaren
Windwalker – indiankrigaren är en amerikansk westernfilm från 1980 med Trevor Howard och Nick Ramus i huvudrollerna. Filmen spelades in i Utah. För att behålla historiens autenticitet är all dialog i cheyennernas och kråkindianernas språk, med undantag för en engelsktalande berättarröst. Filmen är regisserad av Kieth Merrill och var barntillåten i USA och från 11 år i Sverige.

## Handling
Trevor Howard spelar Windwalker, en gammal och döende Cheyennekrigare. Tidigare i livet såg han hjälplöst på när hans fru dödades och en av hans söner kidnappades av Kråkindianerna. När han nu ligger för döden förs han själsligt tillbaka för att finna svaren om hans son kidnappning så att han kan vila fridfullt i livet efter detta. Handlingen har stora likheter med den i Någonstans i tiden som kom ut samma år.

## Om filmen
Filmen spelade in ungefär 18 miljoner dollar i USA. En DVD-utgåva släpptes under 2003.

## Rollista (urval)
| Trevor Howard    | – Windwalker         |
| Nick Ramus       | – Smiling Wolf       |
| James Remar      | – Windwalker som ung |
| Serene Hedin     | – Tashina            |
| Dusty McCrea     | – Dancing Moon       |
| Silvana Gallardo | – Little Feather     |